# Malkijja
Malkijja (hebr. מלכיה) – kibuc położony w Samorządzie Regionu Ha-Galil ha-Eljon, w Dystrykcie Północnym, w Izraelu. Członek Ruchu Kibuców (Ha-Tenu’a ha-Kibbucit).

## Położenie
Leży na północy Górnej Galilei, w pobliżu granicy z Libanem.

## Historia
Pierwotnie w miejscu tym znajdowała się arabska wioska al-Malkijja, która została całkowicie wyludniona i zniszczona podczas Wojny o niepodległość w dniu 28 maja 1948.
Współczesny kibuc został założony w 1949.

## Gospodarka
Gospodarka kibucu opiera się na rolnictwie.